# Trichopelma illetabile
Trichopelma illetabile là một loài nhện trong họ Barychelidae. Loài này phân bố ờ Brasil.